# Landesstraßen im Saarland

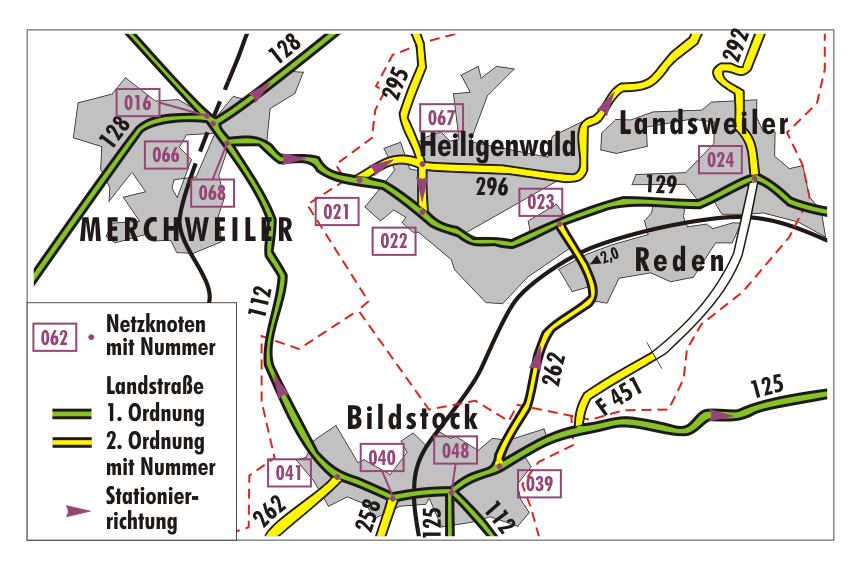
Ausschnitt der „Straßenkarte des Saarlandes“. Die roten Linien sind Gemeindegrenzen

Im Saarland gibt es neben den Bundesautobahnen und Bundesstraßen, deren Baulast auf Seiten des Bundes liegt, nur Landesstraßen, aber keine Kreisstraßen. Der Kreis bzw. die Gemeinde ist für die sogenannten Gemeindestraßen zuständig. Für Landesstraßen 1. Ordnung (L 101 – L 178) und 2. Ordnung (L 201 – L 386)  ist der Landesbetrieb für Straßenbau des Saarlandes zuständig. Die Länge der saarländischen Landesstraßen beträgt heute fast 1.350 km. Davon gehörten 2002 821 km zur 1. Ordnung, 606 km zur 2. Ordnung. Insgesamt werden rund 2000 km Straße verwaltet, davon ca. 240 km Autobahnen und 320 Kilometer Bundesstraßen.
Weiterhin werden von den Straßenbauämtern noch die sogenannten Forststraßen unterhalten. Diese sind nicht mit Forst- oder auch Waldwegen zu verwechseln. Bei ihnen handelt es sich um meist sehr kurze Wegeabschnitte, die immer nur an einem ihrer beiden Enden eine Verbindung zu einer anderen klassifizierten Straße, auf ihrer anderen Seite meist zu einer Gemeindestraße haben (z. B. F 445 zwischen Urexweiler und Remmesweiler, Landkreis St. Wendel oder wie in dem Kartenausschnitt rechts zu sehen die F 451 bei Bildstock).
Gesetzliche Grundlagen finden sich im Saarländischen Landesstraßengesetz. Den Unterhalt der Straßen teilen sich sieben Straßenmeistereien mit Sitz in Dillingen, Limbach, Merzig, Sulzbach/Saar, Rohrbach, St. Wendel und Theeltal mit den Standorten Sotzweiler und Lebach. Die Grenzen der Straßenmeistereien orientieren sich nicht an politischen Grenzen, meist zerschneiden sie Orte und kreuzen Straßen meist an ihren Knotenpunkten.

## Stationierrichtung
Die Verlaufsrichtung einer jeden Straße ist eindeutig festgelegt. Dies ist in der Regel die Richtung, in der die Kilometer hoch gezählt werden. Näheres s. unter Netzknoten.
Die Nummerierung der Straßen erfolgt von Südost nach Nordwest, d. h. die kleinsten Landesstraßen-Nummern befinden sich in der Gemeinde Gersheim und Mandelbachtal, die größten zwischen Saar und Mosel (z. B. in Orscholz). Dies gilt sowohl für die Straßen der 1. als auch der 2. Ordnung. Die Stationierrichtung verläuft in der Regel ebenfalls von Süd nach Nord bzw. von Ost nach West. Ansonsten gilt: Stationiert wird immer von der wichtigeren zur unwichtigeren Straße. Enden Landesstraßen in einem Ort ohne Anschluss an weitere Landes- oder Bundesstraßen, so verläuft die Stationierrichtung ebenfalls in den Ort hinein. Endet eine Landesstraße an der Landesgrenze, so endet dort auch die Stationierung.

## Liste der Landesstraßen
→ Hauptartikel:
- Liste der Landesstraßen 1. Ordnung im Saarland
- Liste der Landesstraßen 2. Ordnung im Saarland

## Forststraßen
Forststraßen führen oft bis zur Landesgrenze nach Frankreich oder Rheinland-Pfalz (z. B. F458 zwischen Ottweiler-Lautenbach und Waldmohr). Diese Straßen haben dann auch keine Netzknoten und keine Stationierrichtung (siehe unter Stationierrichtung). Eine logische Reihenfolge ist bei der Vergabe der Forststraßennummern nicht erkennbar. Im Unterschied zu den Landesstraßen führen Forststraßen nicht über Landkreisgrenzen hinweg. Als einziger Landkreis hat der Saarpfalz-Kreis keine Forststraßen. Die Forststraßen sind grundsätzlich dreistellig im 400er Zahlenbereich nummeriert.
Diese Unterschiede zu Landesstraßen oder Gemeindestraßen sind bei Forststraßen nicht augenscheinlich. Sie haben vielleicht einen schlechten Ausbauzustand und eine geringe Breite, in der Regel sind diese Straßen aber (zumindest für PKW) normal befahrbar.
| Nr. | Planquadrat | Start (Kreis)                | Ende (Kreis)               | Start NK-Nr. | Ende NK-Nr. | Länge in km | Verlauf | Bemerkungen, Besonderheiten |
| F 410 | 6707        | L 279 (VK)                   | OD* Friedrichweiler (SLS)  | -            | -           |             |         |                             |
| F 412 | 6607        | OD* Reisbach (SLS)           | GG* Reisbach (SLS)         | -            | -           | 0,8         |         |                             |
| F 414 | 6607        | OD* Knorscheid (SLS)         | GG* Hoxberg (SLS)          | -            | -           | 1,0         |         |                             |
| F 421 | 6607        | GG* Sprengen/Elm (SLS)       | L 139 (SLS)                | -            | -           |             |         |                             |
| F 422 | 6607        | L 342 Schwarzenholz (SLS)    | L 342 R (SLS)              | -            | -           |             |         |                             |
| F 423 | 6607        | L 140 (SLS)                  | GG Püttlingen (SB)         | -            | -           | 0,8         |         |                             |
| F 425 | 6806,6807   | OD* St. Nikolaus (SB)        | OD* Emmersweiler (SB)      | -            | -           |             |         |                             |
| F 426 | 6806        | LG* F (VK)                   | OD* Lauterbach (VK)        | 004          | -           |             |         |                             |
| F 427 | 6706        | L 279 (VK)                   | GG* Ludweiler-Warndt (VK)  | -            | -           |             |         |                             |
| F 429 | 6504        | OD* Büschdorf (MZG)          | F 430 (MZG)                | -            | -           |             |         |                             |
| F 430 | 6504        | - (MZG)                      | - (MZG)                    | -            | -           |             |         |                             |
| F 432 | 6404, 6504  | L 177 (MZG)                  | OD* Hellendorf (MZG)       | -            | -           |             |         |                             |
| F 437 | 6407        | GG* Steinberg (Wadern) (MZG) | LG* RhPf (MZG)             | -            | 001         |             |         |                             |
| F 439 | 6508        | L 303 (WND)                  | GG* Sotzweiler (WND)       | -            | -           |             |         |                             |
| F 445 | 6508        | OD* Remmesweiler (WND)       | GG* Urexweiler (WND)       | -            | -           |             |         |                             |
| F 451 | 6608        | L 125 (NK)                   | GG* Landsweiler-Reden (NK) | -            | -           |             |         |                             |
| F 456 | 6608        | (NK)                         | GG* Schiffweiler (NK)      | -            | -           |             |         |                             |
| F 458 | 6509        | OD* Lautenbach (NK)          | LG* RhPf (NK)              | -            | 012         |             |         |                             |
| F 459 | 6609        | L 285 (NK)                   | L 113 (NK)                 | -            | -           | 2,2         |         |                             |
| F 460 | 6609        | F 459 (NK)                   | GG Spiesen-Elversberg (NK) | -            | -           | 0,7         |         |                             |
| F 461 | 6407        | L 149 (MZG)                  | L 150 (MZG)                | -            | 065         |             |         |                             |
| * Legende: OD = Ortsdurchfahrt LG = Landesgrenze GG = Gemeindegrenze Die Landkreise mit Forststraßen: MZG=Landkreis Merzig-Wadern · NK=Landkreis Neunkirchen · SB=Regionalverband Saarbrücken · SLS=Landkreis Saarlouis · VK=Völklingen · WND=Landkreis St. Wendel |             |                              |                            |              |             |             |         |                             |